# 山東農業大学
山東農業大学（英語：Shandong Agricultural University）とは、中華人民共和国山東省泰安市に本部を置く公立農業大学である。

## 概要
1906年に創立され、中国国家農業部、林業局が共同管理する重点大学である。農学と工学を中心に専攻を設置し、文系専攻も有している。在校生は34546人となる（2023年）。

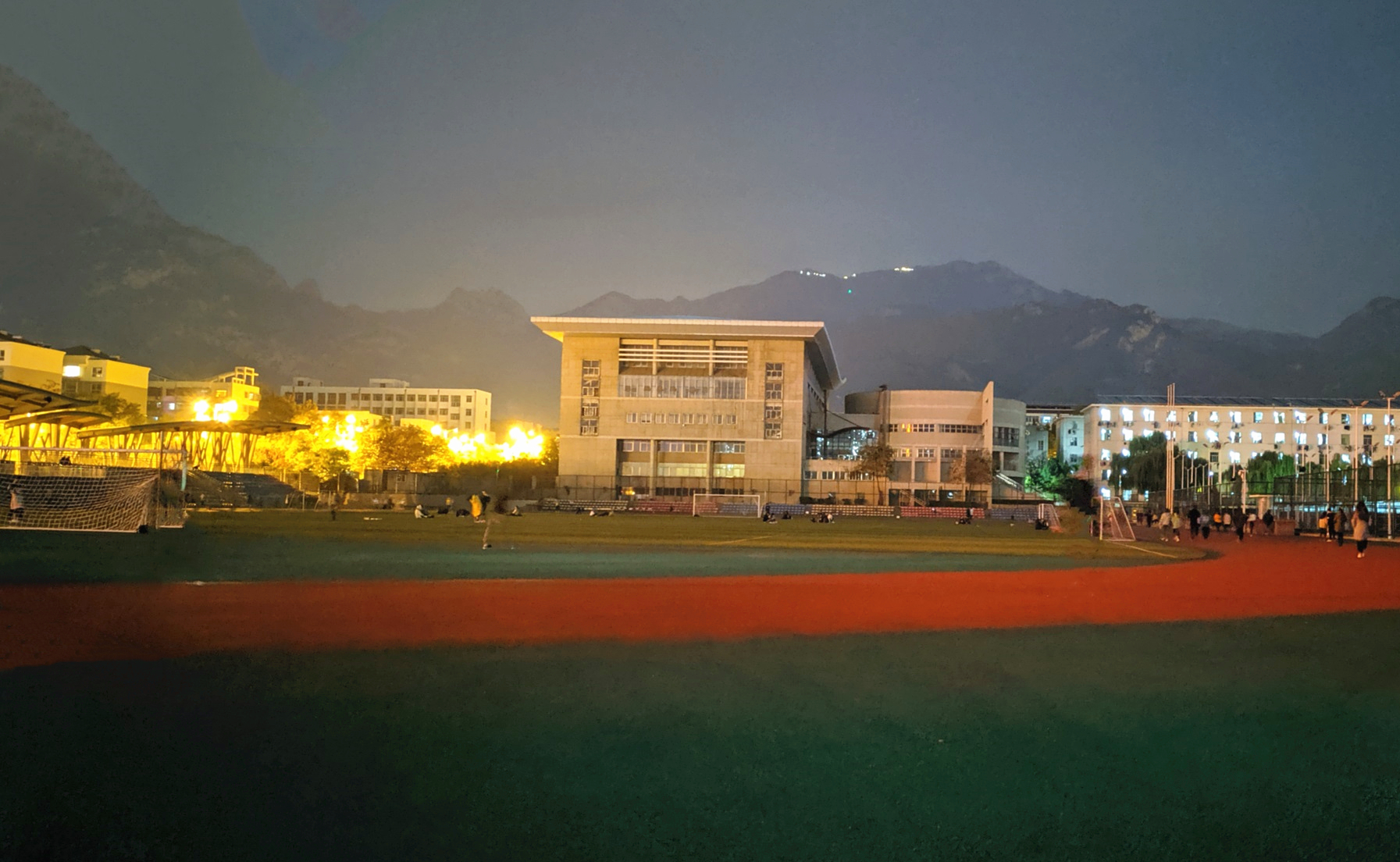
山東農業大学

## 沿革
- 1906年 前身の山東高等農業学堂を創立。
- 1913年6月 山東公立農業専門学校へ改称。
- 1926年 農業、法政、工業、商業、医学、鉱業6つの学校を統合し、山東大学農学院へ改組。
- 1947年1月 山東省立農学院へ改組。
- 1952年8月 山東農学院へ改組。
- 1983年9月 山東農業大学へ改組。
- 1999年7月19日 山東水利専科学校（1955-1999）と山東省林業学校（1952-1999）を統合し、新・山東農業大学が発足。
- 2006年 創立100周年を迎える。

## 学部
- 斉魯学堂
- 農学院
- 植物保護学院
- 資源・環境学院
- 林学院
- 園芸科学・工程学院
- 動物科技学院(動物医学院)
- 机械・電子工程学院
- 経済管理学院(商学院)
- 食品科学・工程学院
- 生命科学学院
- 外国語学院
  - 英語系
  - 日本語系
  - ロシア語系
  - 商務英語系
  - 大学英語系
  - 外語実験教学センター
- 公共管理学院
- 水利土木工程学院
- 情報科学・工程学院
- 化学・材料科学学院
- 国際交流学院
- 体育学院
- 芸術学院
- マルクス主義学院
- 継続教育学院

## 対外関係

### 日本における協定校
- 千葉大学
- 広島大学
- 山口大学